# Laura van Kaam
Laura van Kaam (Winterswijk, 17 juli 1998) is een Nederlandse zangeres, die bekend werd doordat ze in 2013 het tweede seizoen van The Voice Kids won.

## Carrière
Op jonge leeftijd begon Van Kaam te zingen in het koor Podium Dinxperlo. Toen ze 12 was deed ze mee aan haar eerste talentenjacht.
Op 14-jarige leeftijd deed ze mee aan seizoen 2 van The Voice Kids. Toen bij haar auditie alle coaches omdraaiden, koos ze voor Marco Borsato. Na ook de Battles en de Sing-offs doorgekomen te zijn, belandde Van Kaam in de finale. Daarin versloeg ze in de eerste ronde haar teamgenoot Jesse Pardon, waardoor ze doorging naar de tweede ronde. Ze nam het hierin op tegen Jurre Otto van team Angela Groothuizen en Irene Dings van team Nick & Simon. Na de laatste stemronde won Laura van Kaam uiteindelijk het tweede seizoen van The Voice Kids, waarmee ze Fabiënne Bergmans opvolgde.
Na het behalen van de Voice Kids-titel in 2013 hield Van Kaam een theatertournee door Nederland, samen met andere deelnemers van The Voice Kids. Daarnaast mocht ze zingen voor koningin Beatrix, tijdens de inhuldiging van Willem-Alexander stond ze op het Museumplein, en gaf ze acte de présence op een modeshow in Disneyland Parijs. In de Abbey Road Studios te Londen heeft ze een musicallied ingezongen dat gebruikt wordt tijdens de afsluitende Dream Show in Disneyland Parijs.
Ze trad samen met Fabiënne Bergmans (eerste winnares van The Voice Kids) op tijdens de 'Koningsvaart' op Koninginnedag 2013. Vanwege haar vrijwilligerswerk voor War Child mocht Van Kaam in september 2013 in de Ridderzaal optreden tijdens een gala vanwege het honderdjarige bestaan van het Vredespaleis. Van Kaam is sinds 2014 'kids-ambassadeur' voor War Child Nederland. Voor deze organisatie werd in 2015 het nummer Running with the Clouds geschreven.
Vanaf 2015 treedt Van Kaam solo op in haar eigen theaterprogramma's en in 2016 onder meer op de Zwarte Cross. In 2017 trad ze op tijdens het Depressiegala.

## Privé
Van Kaam doorliep het Almende College, locatie Isala in Silvolde, waar ze haar havo diploma behaalde, ze volgde daarna het vwo.

## Discografie

### Singles
| Single met eventuele hitnotering(en) in de Nederlandse Top 40 | Datum van verschijnen | Datum van binnenkomst | Hoogste positie | Aantal weken | Opmerkingen                 |
| ------------------------------------------------------------- | --------------------- | --------------------- | --------------- | ------------ | --------------------------- |
| I will always love you                                        | 28-12-2012            | -                     |                 |              | Nr. 14 in de Single Top 100 |
| The edge of glory                                             | 15-02-2013            | 23-02-2013            | tip5            | -            | Nr. 13 in de Single Top 100 |
| I gotta have you                                              | 11-10-2013            | -                     |                 |              | Nr. 66 in de Single Top 100 |
| Be like you                                                   | 28-02-2014            | -                     |                 |              | Nr. 49 in de Single Top 100 |
| It's gonna be a merry Christmas                               | 01-11-2014            | -                     |                 |              |                             |
| Running with the clouds                                       | 20-03-2015            | -                     |                 |              | Nr. 81 in de Single Top 100 |
| Better for it Now                                             | 20-08-2021            | -                     |                 |              |                             |
| By my Side                                                    | 21-02-2022            | -                     |                 |              |                             |